# Christertshofen

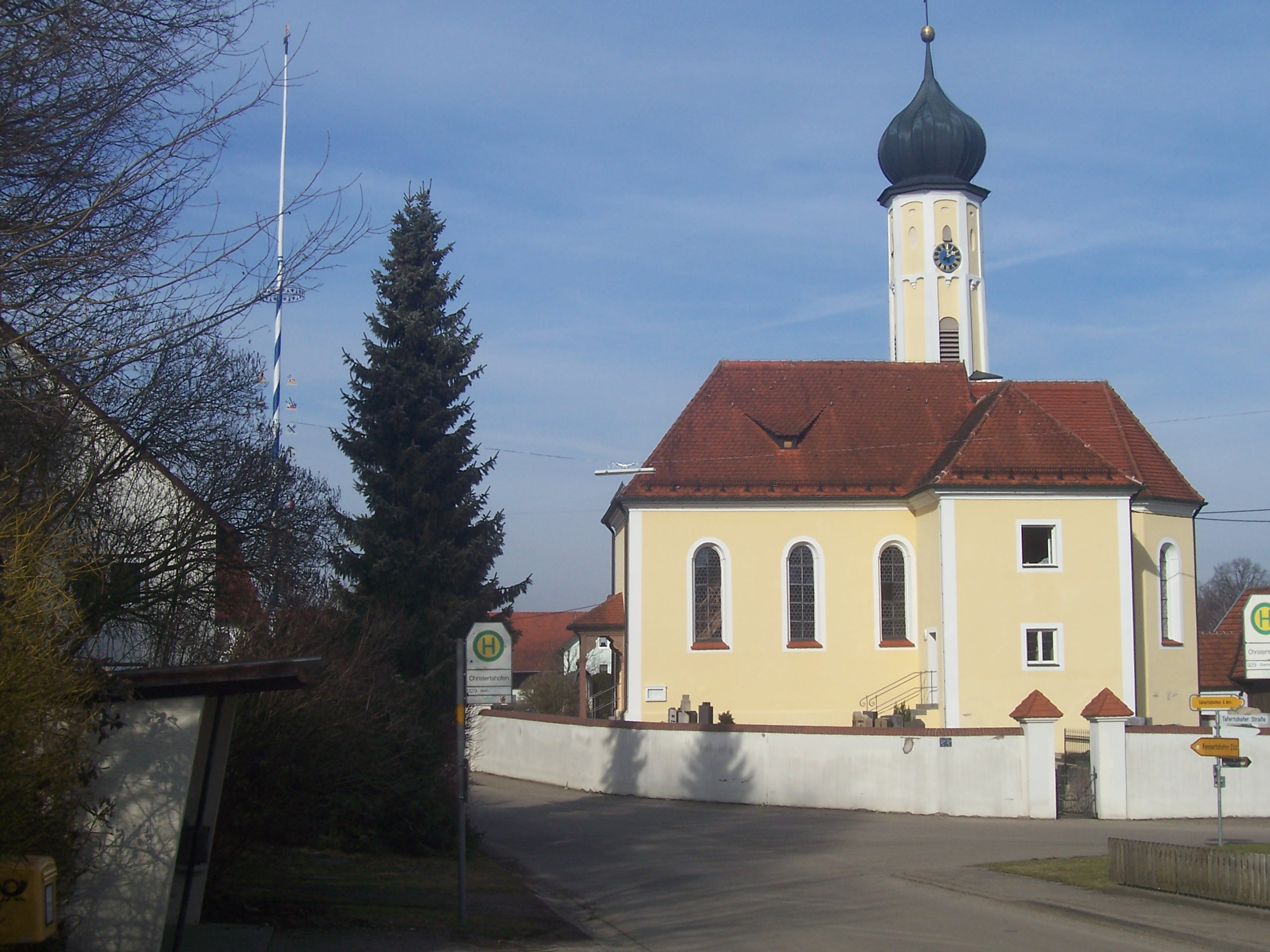
Kirche St. Georg - Christertshofen

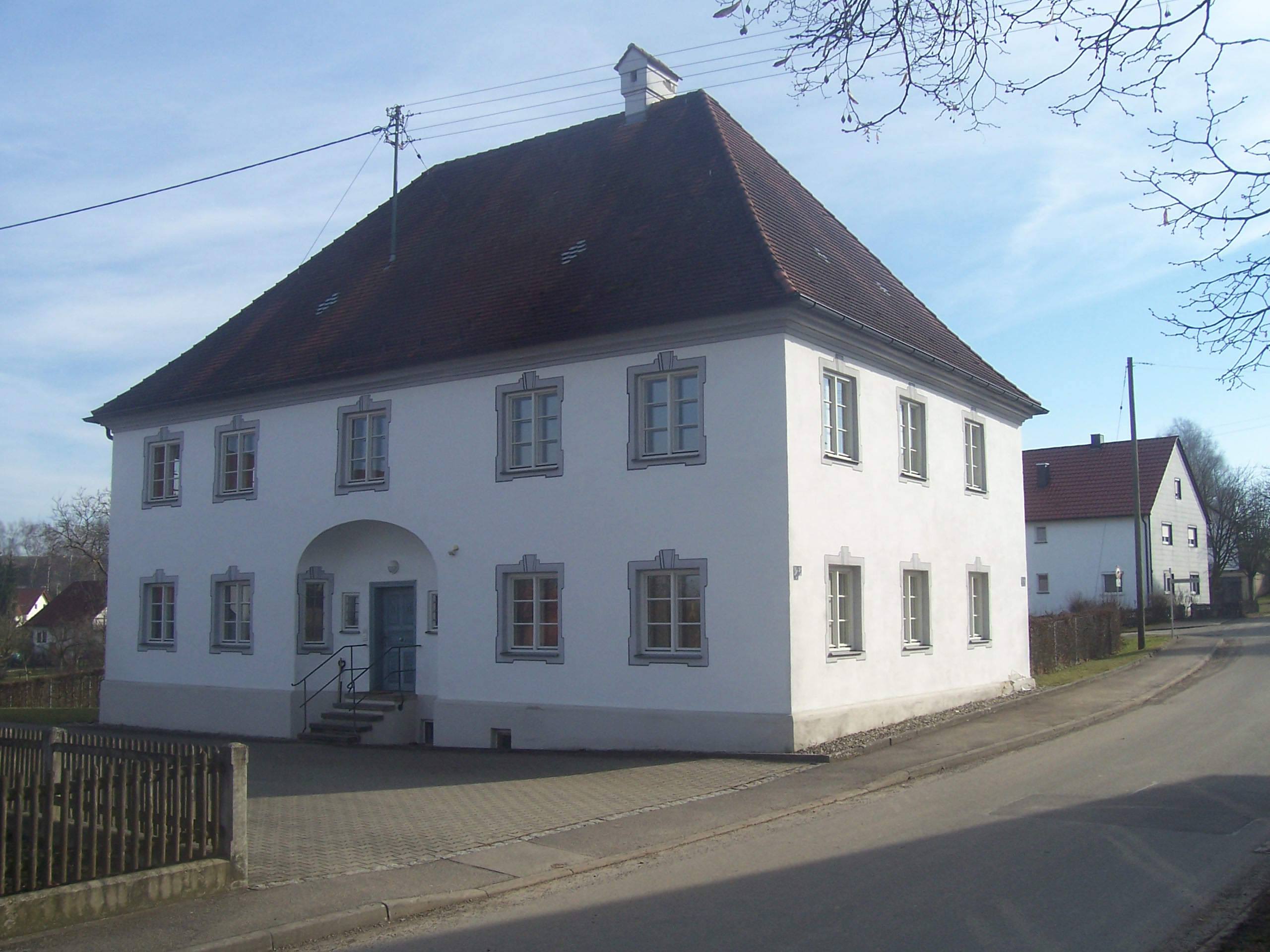
Pfarrhof Christertshofen

Christertshofen ist ein Ortsteil des Marktes Buch im schwäbischen Landkreis Neu-Ulm.

## Geographie
Das Pfarrdorf Christertshofen befindet sich im Tal des Vorderen Huttenbaches, welcher sich ca. vier Kilometer östlich des Hauptortes beim Weiler Friesenhofen mit dem Hinteren Huttenbach zum Osterbach (Biber) vereinigt.

## Geschichte
Die -hofen Orte weisen auf eine frühmittelalterliche Besiedlung durch die Alemannen hin.
Ursprünglich in Besitz der Herren von Biberegg-Roggenburg ging Christertshofen nach deren Aussterben an das von ihnen gegründete Kloster Roggenburg über. Seit 1805 ist Christertshofen bayerisch.
Am 1. Mai 1978 wurde die bis dahin selbständige Gemeinde Christertshofen in den Markt Buch eingemeindet.

## Sehenswürdigkeiten
Siehe auch: Liste der Baudenkmäler in Christertshofen
- Katholische Pfarrkirche St. Georg mit Fresken von Konrad Huber und spätgotischer Beweinung Christi von Niklaus Weckmann
- Pfarrhof nach Entwurf von Joseph Dossenberger
- Wallfahrtskirche Waldreichenbach mit dazugehöriger Gaststätte, einen Kilometer östlich

Am Weg nach Waldreichenbach steht ein Kriegerdenkmal mit der Inschrift: Im Zweiten Weltkrieg (1939–1945) starben hier am 25.10.1944 zwei Deutsche Soldaten den Fliegertod – KSV Christertshofen 1986.

## Persönlichkeiten
- Peter Schmid (* 1947), Politiker, Mitglied des Bayerischen Landtages